# Горбатюк Юрій Володимирович
Ю́рій Володи́мирович Горбатю́к (1995—2022) — солдат Збройних сил України, учасник російсько-української війни.

## Життєпис
Народився 7 вересня 1995 року в с. Бондарці Житомирського району.
У 2011 році закінчив  загальноосвітню школу І-ІІІ ступенів № 26 ( 9 класів) в м. Житомирі, у 2013 році закінчив навчання у Львівському ліцеї з посиленою військово-фізичною підготовкою імені Героїв Крут, у 2018 році закінчив навчання в Академії сухопутних військ ім. гетьмана Петра Сагайдачного.
З березня по липень 2014-го брав участь в антитерористичній операції.Військова частина А 0281, 95-та ОДШБр взвод снайперів. Виконував завдання на блокпостах — Арабатська стрілка, Чонгар. У квітні брав участь у захопленні блокпоста терористів під Ізюмом, обороні на горі Карачун, визволенні Слов'янська. У селі Крива Лука при зачистці бронегрупа потрапила в засідку, поранило й Горбатюка Юрія, однак і далі вів бій.
Станом на осінь 2014 року — курсант Академії Сухопутних військ імені гетьмана Петра Сагайдачного, спеціальність — управління діями механізованих підрозділів.
з 30 березня 2018 року — лейтенант ВЧ А 0666 28 ОМБр, командир взводу снайперів. Далі капітан - командир роти, далі майор - заступник командира батальйону з озброєння. Брав участь у всіх військових операціях АТО, ООС та повномаштабну війну.
Загинув Горбатюк Ю.В. в бою, визволяючи с. Правдине Херсонської області 16 вересня 2022 року.

## Нагороди
Наказом Командувача Сухопутних військ Збройних Сил України від 02.08.2014 року № 333 нагороджений Нагрудним знаком "20 років ВДВ України"
Указом Президента України від 31 жовтня 2014 року № 838 / 2014 за особисту мужність і героїзм, виявлені у захисті державного суверенітету та територіальної цілісності України, вірність військовій присязі під час російсько-української війни,  нагороджений орденом «За мужність» III ступеня.
Указом Президента України від 17.02.2016 року № 53 / 2016 нагороджений відзнакою Президента України " За участь в антитерористичній операції"
Наказом Командувача Сухопутних військ Збройних Сил України від 11.01.2019 року нагороджений Нагрудним знаком "Сухопутні війська України"
Наказом Міністра оборони України від 06.05.2021 року № 146 нагороджений Нагрудним знаком " За зразкову службу"
Наказом Міністра оборони України від 15.03.2022 року № 145 нагороджений Нагрудним знаком " За військову доблесть"